# Primoscens minutus
Primoscens minutus — викопний вид птахів вимерлої родини Zygodactylidae, що існував в еоцені в Європі. Скам'янілі рештки знайдені у відкладеннях формації Лондон Клей в Англії. Відомий лише з решток частини крила.